# Вагнер, Курт
Курт Вагнер (нем. Kurt Wagner, 31 июля 1904, Хемниц — 8 июля 1989, Штраусберг) — политический и военный деятель ГДР, генерал-полковник (1966 год).

## Биография
В 1911—1919 годах учился в народной школе, в 1919—1922 — в ремесленной школе. Затем учился на электрика, после чего сменил много работ, некоторое время был безработным.
В 1928 году поступил на должность мостовщика в Трамвайную компанию Хемница. С 1932 года — член КПГ. После прихода нацистов к власти в апреле 1933 года он был уволен из Трамвайной компании. После этого он занимался исключительно партийной работой: сначала в качестве курьера КПГ, затем руководил районным отделением КПГ в Хемнице.
28 марта 1935 года Вагнер был арестован и по обвинению в государственной измене приговорён к десяти годам каторжной тюрьмы. До 24 апреля 1945 года он содержался в крупнейшей каторжной тюрьме Саксонии, находившейся в 30 километрах от Хемница. После освобождения Хемница 24 апреля 1945 года частями американской армии комендант города майор Эбберс 8 мая 1945 года назначил Курта Вагнера начальником уголовной полиции Хемница.
После ухода 3-й американской армии 2 июля 1945 года Лейпциг был занят советскими войсками. Советский комендант Лейпцига генерал-полковник Н. И. Труфанов по совету Германа Матерна назначил Курта Вагнера 16 июля 1945 года полицай-президентом Лейпцига. На этой должности он находился до 16 сентября 1946 года и добился значительных успехов в преодолении последствий войны, восстановлении полицейских органов и преследовании нацистских преступников и криминальных элементов.
30 июля 1946 года на территории советской оккупационной зоны было создано Германское Управление внутренних дел (Deutsche Verwaltung des Innern (DVdI)). Его президентом стал бывший начальник окружной полиции Тюрингии Эрих Решке, вице-президентами — Эрих Мильке, Вилли Зайферт и Курт Вагнер. Генерал-инспектор Вагнер занимался также восстановлением криминальной полиции, речной полиции и пожарных частей на территории советской оккупационной зоны.
С октября 1949 года по октябрь 1950 года Вагнер проходил обучение на специальных курсах в Советском Союзе. С октября 1950 года по январь 1952 года командовал Служебной инстанцией Хоенштюкен Главного управления боевой подготовки (Dienstelle Hohenstucken der Hauptverwaltung für Ausbildung).
10 января 1952 года Вагнер был назначен начальником оперативного управления и заместителем начальника штаба Главного управления боевой подготовки, а чуть позже, в июле 1952 года, — начальником оперативного управления и заместителем начальника штаба Казарменной Народной полиции, правопреемницы ГУБП.
В 1955—1957 годах он проходил обучение в Военной академии Генерального штаба Вооружённых сил СССР.
С 1 декабря 1957 года по 15 октября 1959 года генерал-майор Вагнер командовал 3-м Военным округом (Дрезден).
С 8 октября 1959 года по 15 марта 1967 года — заместитель Министра Национальной обороны по боевой подготовке. 1 марта 1966 года Вагнер был произведён в генерал-полковники ННА.
В 1967 вышел в отставку. Он жил в Штраусберге до самой своей смерти.

## Воинские звания
- Генерал-майор — 1 октября 1952 года;
- Генерал-лейтенант — 7 октября 1961 года;
- Генерал-полковник — 1 марта 1966 года.